# NGC 6087
Az NGC 6087 (más néven Caldwell 89) egy nyílthalmaz a Norma (Szögmérő) csillagképben.

## Felfedezése
A nyílthalmazt James Dunlop fedezte fel 1826. május 8-án.